# Гюнтер Конопацкі
Гюнтер Конопацкі (нім. Günther Konopacki; 10 жовтня 1921, Гросс-Безіц — 23 червня 1987, Баден-Баден) — німецький офіцер, ротмістр вермахту (9 листопада 1944), майор бундесверу. Кавалер Лицарського хреста Залізного хреста з дубовим листям.

## Біографія
1 грудня 1939 року вступив в 9-й кавалерійський полк. На початку 1940 року переведений в 168-й розвідувальний батальйону 168-ї піхотної дивізії. Учасник Французької кампанії і Німецько-радянської війни, командир 3-ї роти свого батальйону. Відзначився у боях під Києвом. В листопаді 1944 року переведений в 292-гу піхотну дивізію, потім недовго командував навчальним розвідувальним батальйоном і, нарешті, 10-м батальйоном 10-ї єгерської бригади, який спеціалізувався на диверсіях і проривах. В січні 1945 року здійснив успішний наліт на штаб-квартиру радянської танкової армії. В кінці війни був евакуйований в Данію, де здався союзникам. В 1956 році вступив в бундесвер. 30 вересня 1962 року вийшов у відставку.

## Нагороди
- Залізний хрест
  - 2-го класу (27 червня 1941)
  - 1-го класу (27 жовтня 1941)
- Штурмовий піхотний знак в сріблі
- Медаль «За зимову кампанію на Сході 1941/42»
- Нагрудний знак «За поранення» в золоті
- Німецький хрест в золоті (21 квітня 1943)
- Сертифікат Пошани Головнокомандувача Сухопутних військ Вермахту (17 вересня 1943)
- Почесна застібка на орденську стрічку для Сухопутних військ (17 вересня 1943)
- Нагрудний знак ближнього бою
  - в чорному (25 жовтня 1943)
  - в сріблі (21 грудня 1943)
  - в золоті (17 березня 1945)
- Лицарський хрест Залізного хреста з дубовим листям
  - лицарський хрест (19 грудня 1943)
  - дубове листя (№797; 23 березня 1945)